# Warndienst

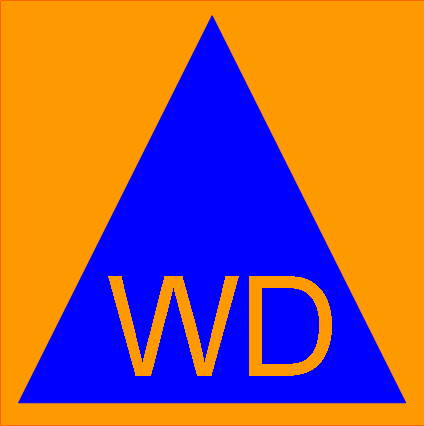
Warndienst logotyp

Warndienst (även Warnamt) var en tysk myndighet som i olika konstellationer från 1915 till 1998 svarade för att varna befolkningen för ett förestående väpnat angrepp. 

## Historik

### Till och med andra världskriget

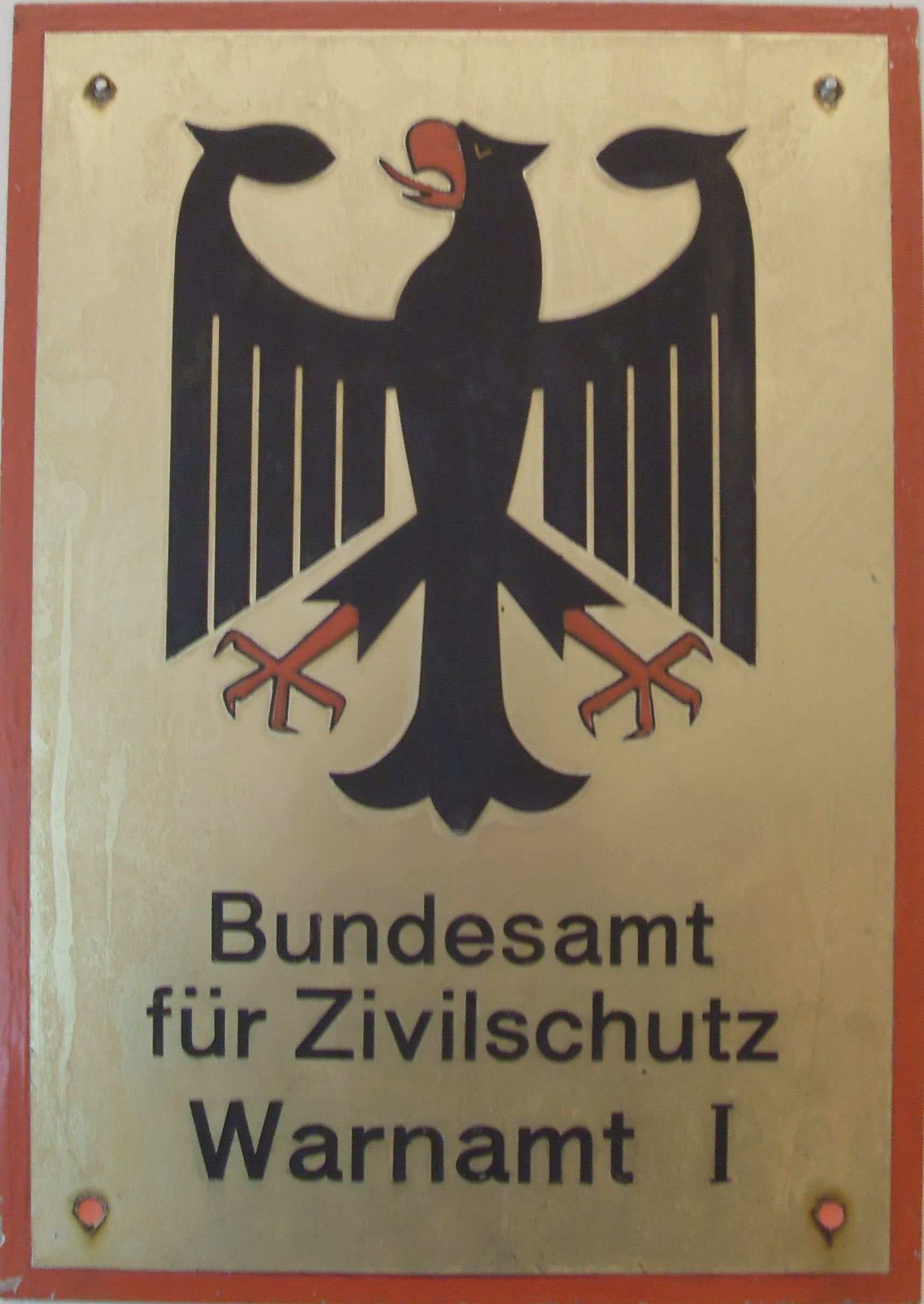
Skylt "Warnamt".

Embryot till det som skulle bli Warndienst började 1915 under första världskriget. Då grundades den militära funktionen Inspekteur der Ballonabwehrkanonen im Heimatgebiet (BAK Heim), ungefär Inspektören för ballongvärnskanoner inom rikets gränser). Inspektionens uppgift bestod i att samordna luftförsvaret i Tysklands västra delar och i att varna för kommande flygangrepp. Detta skedde bland annat genom ett eget sambandsnät som löpte till sambandscentraler. Dock var inspektionen inte särskilt effektivt eftersom man inte hade tillräckliga befogenheter. Av den anledningen inrättade man 8 oktober 1916 Kommandeur des Heimatluftschutzes (chefen för hemortens luftförsvar) vilket fick det bemyndigande som krävdes för att kunna varna befolkningen. Varningstekniken var ännu i sin linda och begränsade sig i stort sett till kyrkklockor, ångvisslor vid större företag och salutkanoner.
Under knappt tio år efter första världskrigets slut låg verksamheten i stort sett i träda. 1927 togs idén upp på nytt av Reichsminister des Inneren (riksinrikesministern) och verksamheten återuppbyggdes. Efter det tyska riksdagsvalet 1933, då nationalsocialisterna kom till makten, kom verksamheten att lyda under Reichsminister der Luftfahrt und Oberbefehlshaber der Luftwaffe (Riksministern för luftfart och överbefälhavaren över Luftwaffe), Hermann Göring. 1937 delades organisationen på Luftschutz-Warndienst (det civila luftskyddets alarmeringsorganisation) respektive den militära Flugmeldedienst (luftbevakningen). Vissa personalproblem uppstod i och med denna delning. Tidigare hade personalen haft i huvudsak civil inriktning, till följd av vad som stipulerades i det fredsavtal som undertecknats i Versailles 1918. När delar av personalen nu inordnades i en rent militär organisation vållade det följaktligen problem eftersom huvuddelen av personalen rekryterats bland civilbefolkningen som i huvudsak löste uppgiften på sin fritid. Uppdelningen ledde till att det i Tyskland fanns ca 60 militära Flugwachkommandos (Flukos), luftbevakningskommandon och mer än hundra civila Luftschutz-Warnzentralen (alarmeringscentraler).
Första gången Warndienst användes i ett skarpt läge under andra världskriget var den 4 september 1939 då brittiskt bombflyg angrep Wilhelmshaven. Ju längre kriget pågick, desto mer fick organisationerna att göra. Efter krigsslutet upplöstes organisationerna i sin dåvarande utformning.

### Efter andra världskriget och kalla kriget
Efter andra världskriget stod Tyskland inför gigantiska problem. Infrastrukturen var till stora delar förstörd och tid och pengar gick åt att bygga upp samhällsviktiga funktioner igen. Först efter inrättandet av Förbundsrepubliken Tyskland 1949, då det kalla kriget var en realitet, vidtogs åtgärder i dåvarande Västtyskland för att åter inrätta en luftskyddsfunktion. Detta genomfördes gradvis med början runt 1951. 11 december 1953 bildades Bundesanstalt für zivilen Luftschutz, förbundsanstalten för civilt luftskydd. Genom en grundlagsändring 1954 såg man till att inrättningen endast var till för civilt behov. I maj 1955 blev Västtyskland medlem av NATO och ungefär en månad senare låg ett förslag på en rikstäckande organisation klart. 5 december 1958 grundades så Bundesamt für den zivilen Bevölkerungsschutz, förbundsmyndigheten för det civila befolkningsskyddet.

## Uppgift
Enligt civilförsvarslagen från 1958 hade Warndienst följande huvuduppgifter:
- Insamling och utvärdering av information kring möjliga faror
- Att med hjälp av radio och sirener varna befolkningen för annalkande faror
- Att med hjälp av radio och sirener meddela lokalbefolkningen att faran är över
- Löpande lägesinformation till samhällsviktiga myndigheter och inrättningar

## Uppbyggnad

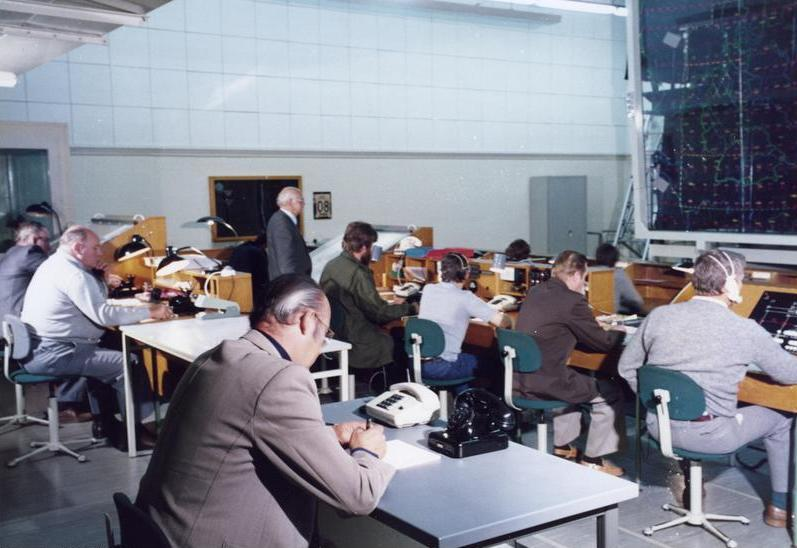
Warnamt V i Linnich.

Man beslöt att verksamheten inom Warndienst skulle indelas i tio regioner där varje region hade en central, skyddad ledningsplats, ett så kallat Warnamt. Planeringen och projekteringen för dessa tio ledningsplatser skedde vid tillfälliga byggkontor i Wiesbaden och Düsseldorf från februari 1956. I första skedet skulle man ta fram tillfälliga ledningsplatser och förbinda dessa med ett eget sambandsnät, vars utrustning skulle levereras av Siemens och SEL, vilka också hade levererat utrustning för samma syfte under andra världskriget. I andra skedet skulle man ta fram tio skyddade ledningsplatser, det vill säga bunkrar varifrån all övervaknings- och larmutrustning skulle kunna manövreras.
Provisoriska warnamt inrättades i lokaler tillhöriga Deutsche Bundespost, den dåtida myndigheten ansvarig för telenät. På detta sätt inledde warnamt VI sitt arbete i maj 1959 i Usingen, warnamt I i Kiel och warnamt V i Düsseldorf. De provisoriska kontoren fortsatte dra upp ytterligare riktlinjer för verksamheten och att testa den tekniska utrustningen parallellt med att man letade vidare efter de slutgiltiga platserna för ledningsplatserna. Kraven på dessa ledningsplatser, vilka krävde en yta av 16 000 m², var bland annat att de skulle vara belägna i närheten av en större telestation och knutpunkt, detta för att kunna uppnå största möjliga driftsäkerhet och redundans. Personalen vid en ledningplats skulle bestå av knappt 200 man. Till slut hade man funnit tio lämpliga platser och byggnadsverksamheten började.

## Regioner

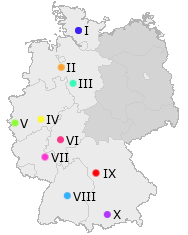
Warndienst regionalindelning

Warndienst var indelat i tio regioner med tio ledningsplatser:
| 1. Hohenwestedt 2. Bassum 3. Rodenberg 4. Meinerzhagen 5. Welz 6. Butzbach-Bodenrod 7. Bad Kreuznach 8. Rottenburg/Neckar 9. Ansbach-Claffheim 10. Pähl |